# Double authentification

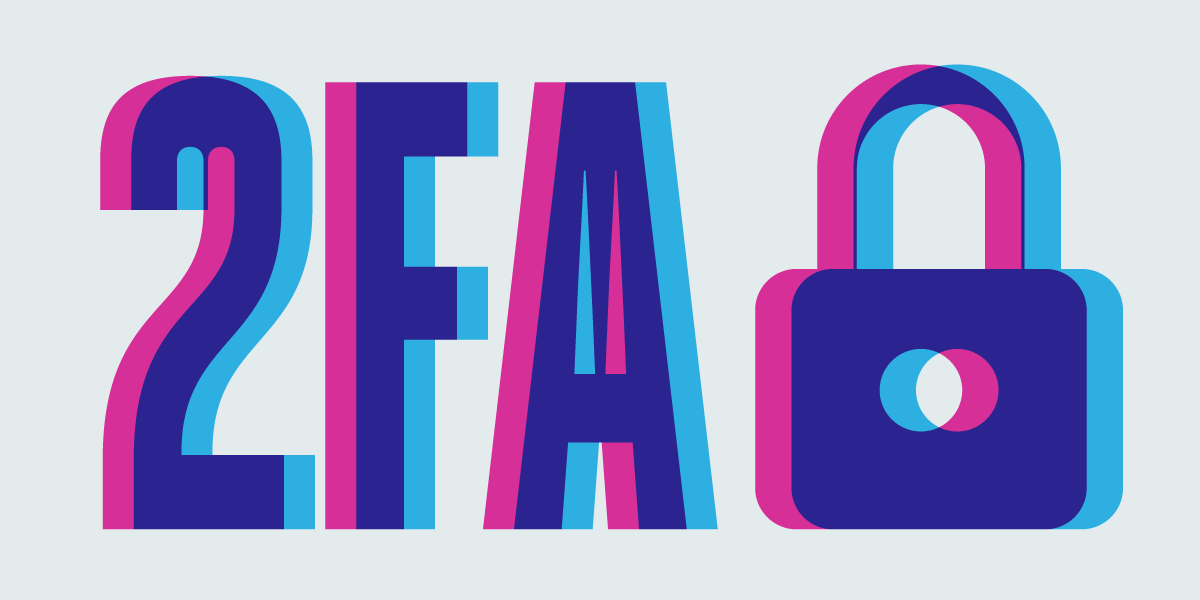

La double authentification, authentification à deux facteurs (A2F), authentification à double facteur ou vérification en deux étapes ou à deux étapes (two-factor authentication en anglais, ou 2FA) est une méthode d'authentification forte par laquelle un utilisateur peut accéder à une ressource informatique (un ordinateur, un téléphone intelligent ou encore un site web) après avoir présenté deux preuves d'identité distinctes à un mécanisme d'authentification. Un exemple de ce processus est l'accès à un compte bancaire grâce à un guichet automatique bancaire : seule la combinaison de la carte bancaire (que l'usager détient) et du numéro d'identification personnel (que l'usager connaît) permet de consulter le solde du compte et de retirer de l'argent.
La multiple authentification, plus communément appelée authentification à facteurs multiples, authentification multi-facteurs ou authentification à étapes (multi-factor authentication en anglais, MFA) exige, quant à elle, plus de deux preuves d'identité.

## Concept
La vérification en deux étapes permet d'assurer l'authenticité de la personne derrière un compte en autorisant seulement l'authentification à ce dernier après avoir présenté deux preuves d'identité distinctes,,,. En général, un code à usage unique doit être renseigné en plus du mot de passe habituel de l'utilisateur. S'il n'est pas correct, l'authentification échoue même si le mot de passe renseigné correspond à celui relié au compte.
Plusieurs facteurs peuvent être utilisés en plus du mot de passe : une clé USB qui prend en charge le standard Universal Second Factor (U2F), une application utilisant le protocole Mot de passe à usage unique basé sur le temps, une phrase secrète, une empreinte digitale, etc.